# Belorétxensk
Belorétxensk - Белорeченск (rus)- és una ciutat del krai de Krasnodar, a Rússia, centre administratiu del raion de Belorétxensk. És a la vora del riu Bélaia, a 76 km al sud de Krasnodar, i a 30 km al sud-est de Maikop.

## Història
La localitat fou fundada el 1862 com una fortalesa cosaca per protegir-se dels atacs dels txerkesos. Al començament s'anomenava Belorétxenskaia, i era una stanitsa, un assentament cosac típic del sud de Rússia. Ja el 1864 tenia més de 1.000 habitants, que poc abans de la Revolució d'Octubre de 1917 ja n'eren 14.000, en part gràcies a la construcció de l'estació de tren del Caucas Nord. La població fou ocupada per la Wehrmacht durant la Segona Guerra Mundial des de l'agost de 1942 fins a gener de 1943, quan fou alliberada per l'Exèrcit Roig, que va trobar-la ja en ruïnes. La reconstrucció de la ciutat va durar fins ben entrada la dècada de 1950. El 29 de maig de 1958 Belorétxensk va rebre l'estatus de ciutat.